# Castillo de Balmoral
El castillo de Balmoral es un castillo situado en Aberdeenshire (Escocia, Reino Unido) propiedad de la Familia real británica. Cercano a la villa de Crathie, a 14 kilómetros al oeste de Ballater y a 50 kilómetros de Aberdeen.  
Sus orígenes provienen de un pabellón de caza que el rey Roberto II de Escocia (1316-1390) poseyó en las inmediaciones, aunque los registros históricos indican que fue William Drummond quien construyó una residencia en la zona de Balmoral en 1390. En 1848 se convirtió en residencia real cuando la reina Victoria y el príncipe Alberto compraron los terrenos a la familia Farquharson. Al encontrar el castillo adecuado a sus necesidades, el príncipe Alberto contrató al arquitecto William Smith para su ampliación, de hecho, la primera piedra de esta ampliación fue colocada por la reina Victoria en el año 1853. Las obras concluyeron tres años más tarde y el antiguo castillo fue demolido. Con el paso de las generaciones, la propiedad se ha expandido hasta alcanzar unos 260 kilómetros cuadrados. A lo largo de sus vidas, la reina Isabel II del Reino Unido y su esposo Felipe de Edimburgo lo usaron como residencia privada de verano, siendo la favorita de la reina, donde falleció el 8 de septiembre de 2022.
La residencia real oficial es el palacio de Holyrood en Edimburgo cuando la familia real británica está en Escocia. Aunque las unidades oficiales del Ejército de la Corona sirven como guardia en Balmoral, el castillo sigue siendo una residencia privada de la familia real y el soberano no lleva a cabo ninguna actividad pública oficial allí, al igual que Sandringham House en la ciudad de Sandringham. El castillo está abierto al público para visitas en los meses de primavera y verano, pero no desde el 31 de julio hasta principios de septiembre aproximadamente, cuando está presente la familia real en el mismo.

## Etimología
La primera referencia lo nombra como «Bouchmorale» en 1451, cuyo primer elemento parece provenir del gaélico both, «refugio», aunque se desconoce la segunda parte. Adam Watson y Elizabeth Allan escribieron en The Place Names of Upper Deeside que este segundo elemento significaría «gran terreno [de tierra]». Alexander MacBain sugirió que puede provenir originalmente del picto *mor-ial, «gran claro»; en galés también mawr-ial. Alternativamente, la segunda parte podría ser el nombre de un santo.

## Historia

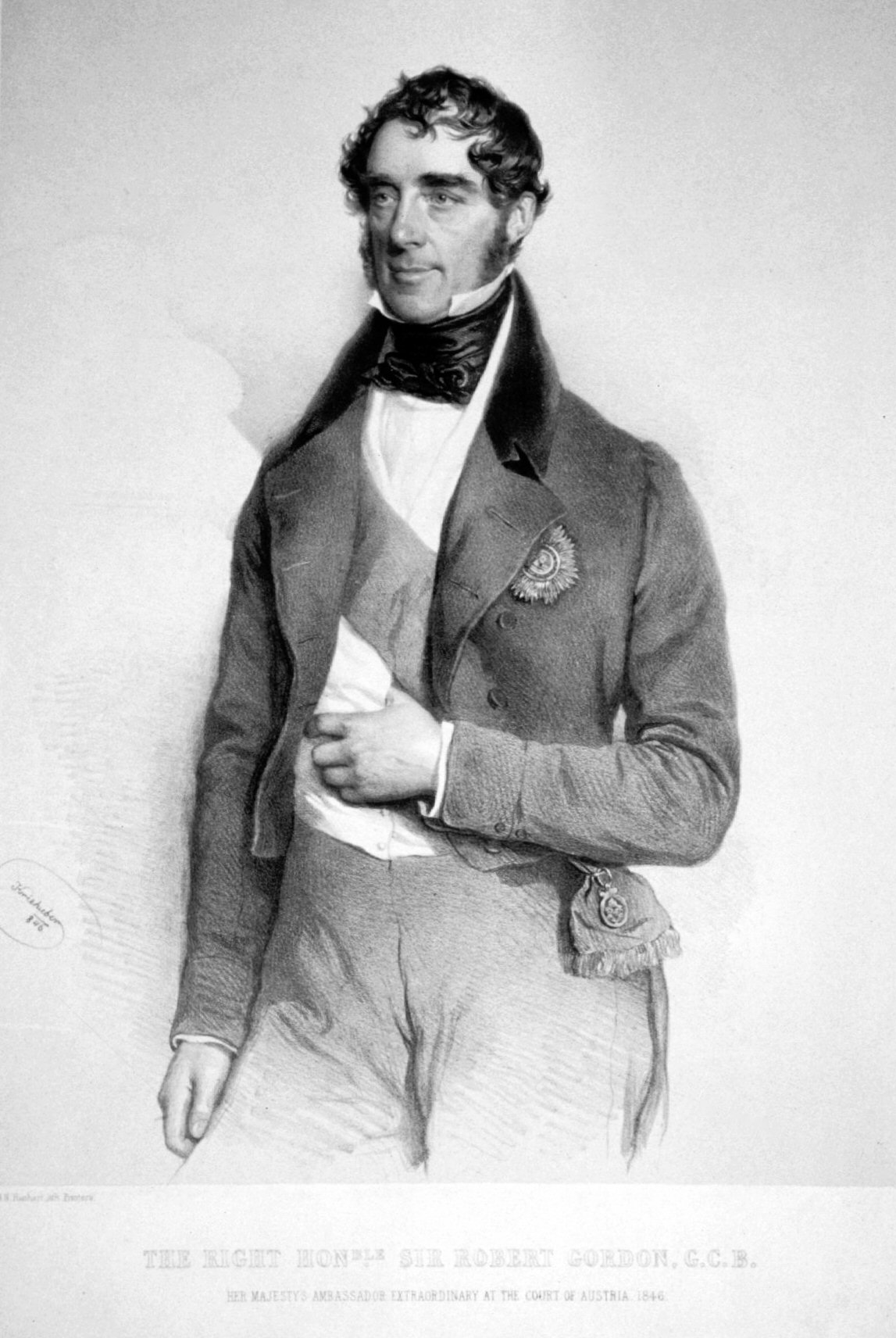
Tras 1830 Robert Gordon realizó grandes modificaciones en el castillo original.

El rey Roberto II de Escocia (1316-1390) poseyó un pabellón de caza en las inmediaciones. Los registros históricos indican, también, que en 1390 William Drummond construyó una residencia en la zona de Balmoral. Los terrenos fueron más tarde arrendados a Alexander Gordon, segundogénito del I conde de Huntly, cuya familia edificó una casa torre en la hacienda.
Perteneció a la familia Gordon hasta 1662, cuando fue vendido a Charles Farquharson de Inverey, hermano de John Farquharson, el «Coronel negro». Los Farquharson fueron simpatizantes jacobitas y James Farquharson de Balmoral estuvo involucrado en las rebeliones jacobitas de 1715 y 1745. Este hecho causó que sus propiedades fueran incautadas y fueran traspasadas a los Farquharsons de Auchendryne. En 1798, James Duff, II conde de Fife, adquirió Balmoral y alquiló el castillo. Robert Gordon, hermano menor del IV conde de Aberdeen, adquirió la propiedad en 1830 y realizó grandes cambios en el castillo original, incluyendo ampliaciones en estilo baronial que fueron diseñadas por John Smith de Aberdeen.

### Adquisición real

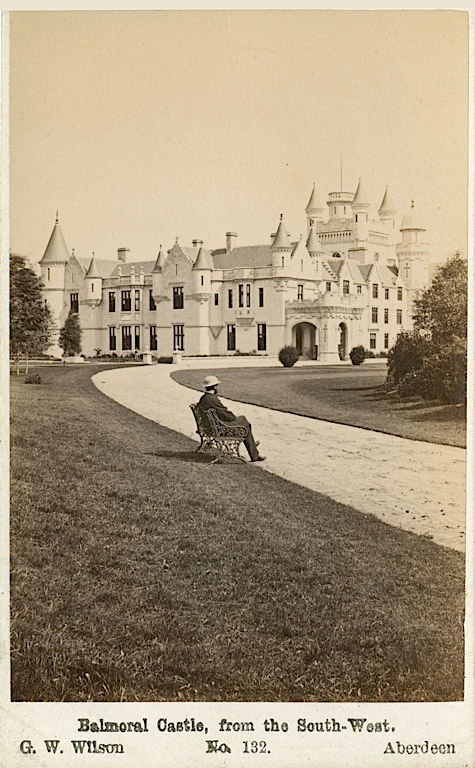
George Washington Wilson, Castillo de Balmoral, Scotland, 1860s, albumen print carte-de-visite, Department of Image Collections, National Gallery of Art Library, Washington D. C.

La reina Victoria y el príncipe Alberto visitaron Escocia por primera vez en 1842, cinco años después de su coronación y dos años desde su matrimonio. Durante esta primera visita se hospedaron en Edimburgo y en el castillo de Taymouth en Perthshire, hogar del marqués de Breadalbane. Regresaron en 1844 para pernoctar en el castillo de Blair y en 1847 cuando alquilaron Ardverikie House cerca del lago Laggan. Unas fuertes lluvias durante este último viaje llevaron a recomendar al médico de la reina a dormir cerca del río Dee, debido a su clima más favorable.
Robert Gordon falleció en 1847 y la propiedad de Balmoral revirtió a Lord Aberdeen. En febrero de 1848 se produjo un acuerdo en el que el príncipe Alberto adquiriría la propiedad restante de Balmoral, junto a su mobiliario y personal, sin haber visitado la propiedad antes. La pareja real llegó por primera vez el 8 de septiembre de 1848. Victoria encontró la casa «pequeña, pero bonita» y escribió en su diario que «todo parece respirar libertad y paz, haciendo que te olvides del mundo y de su triste desorden». El entorno montañoso les recordaba a Turingia, tierra natal de Alberto en el Imperio alemán.
La casa se les quedó pequeña rápidamente y ese mismo año John y William Smith realizan el diseño de nuevas oficinas, cabañas y otros edificios auxiliares. Asimismo, se realizaron mejoras en el bosque, los jardines y los edificios de la finca con la ayuda del jardinero paisajista James Beattie y posiblemente del pintor James Giles. Tras haber visto una cabaña de hierro ondulado en la Gran Exposición de 1851, el príncipe Alberto ordenó una casa prefabricada de hierro para Balmoral a E. T. Bellhouse & Co., para convertirla en sala de bailes temporal y comedor. Estuvo en uso el 1 de octubre de 1851 y se utilizó como sala de bailes hasta 1856.
La compra se completó en junio de 1852 con un precio de 32.000 libras. El príncipe Alberto tomó posesión de la finca ese mismo otoño, comprándose los terrenos vecinos de Birkhall a la vez, y asegurándose también el arrendamiento del castillo de Abergeldie. Para conmemorar este evento, se construyó el Hito [montón de piedras] de la compra junto al castillo, el primero de los varios hitos pétreos en los terrenos.

### Construcción del nuevo castillo y destrucción del antiguo

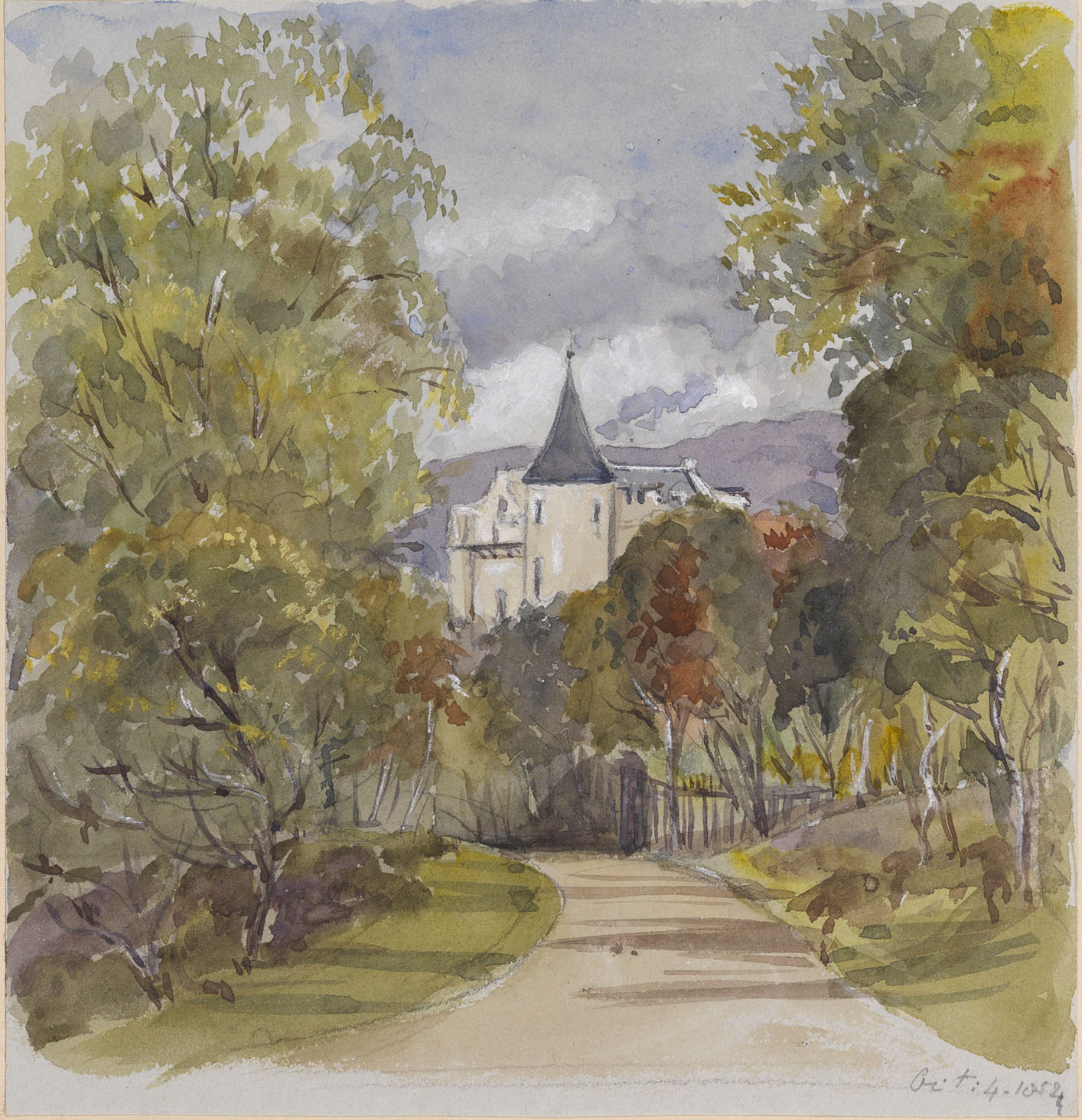
El castillo de Balmoral pintado por la propia reina Victoria en 1854 mientras se estaba construyendo.

El crecimiento de la familia real y de su respectivo servicio hizo que se tuviera que construir una nueva casa, que a comienzos de 1852 fue encargada a William Smith. Las obras comenzaron en verano de 1853 a unos 90 metros al noroeste del edificio original debido a sus increíbles vistas. La reina Victoria puso la primera piedra el 28 de septiembre de ese año durante su visita anual en otoño. Dos años más tarde ya estaban edificados los apartamentos reales, aunque la torre seguía en construcción y los sirvientes tuvieron que ser alojados en la antigua vivienda. Poco después de su llegada terminó la Guerra de Crimea con la victoria europea sobre la rusa, por lo que se llevaron celebraciones tanto por la realeza como por los locales. Asimismo, el futuro Federico III de Alemania pidió la mano de la princesa Victoria.
La nueva vivienda se terminó en 1856 y el antiguo castillo fue demolido. Al año siguiente se construyó un nuevo puente sobre el río Dee, diseñado por Isambard Kingdom Brunel uniendo Crathie y Balmoral.

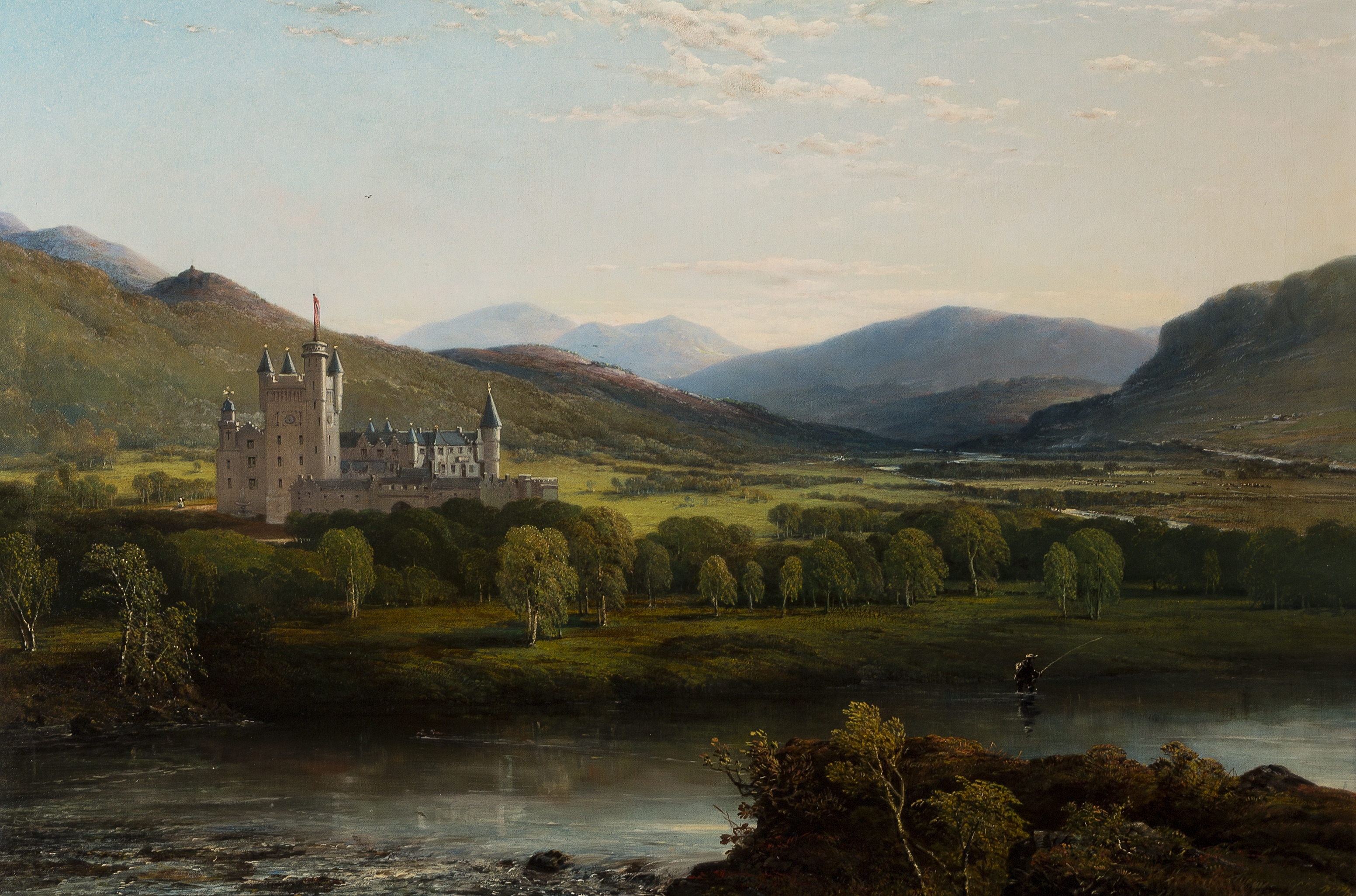
El castillo de Balmoral pintado por James Cassie.

El castillo de Balmoral se construyó con granito de las canteras de Invergelder de los terrenos. Consta de dos alas principales, cada una alrededor de un patio. El ala suroccidental alberga las habitaciones principales, mientras que el ala nororiental alberga al servicio. Al sureste se halla una torre de reloj de 24 metros de altura rematada por torretas, una de las cuales tiene una balaustrada similar a la del castillo de Fraser. Al parecerse al castillo demolido de 1830, la arquitectura de la nueva vivienda se consideró anticuada para su época, especialmente si se compara con la arquitectura baronial escocesa que estaba siendo desarrollada por William Burn y otros arquitectos en la década de 1850. Algunos incluso la describen como germánica como consecuencia de la influencia del príncipe Alberto en el diseño.
Sin embargo, la compra de unos terrenos escoceses por Victoria y Alberto y su adoptación de la arquitectura escocesa fueron decisivos para revivir la cultura de las Tierras Altas. Decoraron Balmoral con tartanes y acudieron a los Highland games en Braemar. La reina Victoria declaró una afinidad por Escocia, incluso manifestándose como jacobita. Estos hechos unidos al trabajo de Walter Scott, influenciaron para promocionar la adoptación de la cultura de las Tierras Altas por los escoceses de las Tierras Bajas. El historiador Michael Lynch comenta que «el sentimiento escocés de Balmoral ayudó a la monarquía a tener una verdadera dimensión británica por primera vez».

### Victoria y Alberto en Balmoral

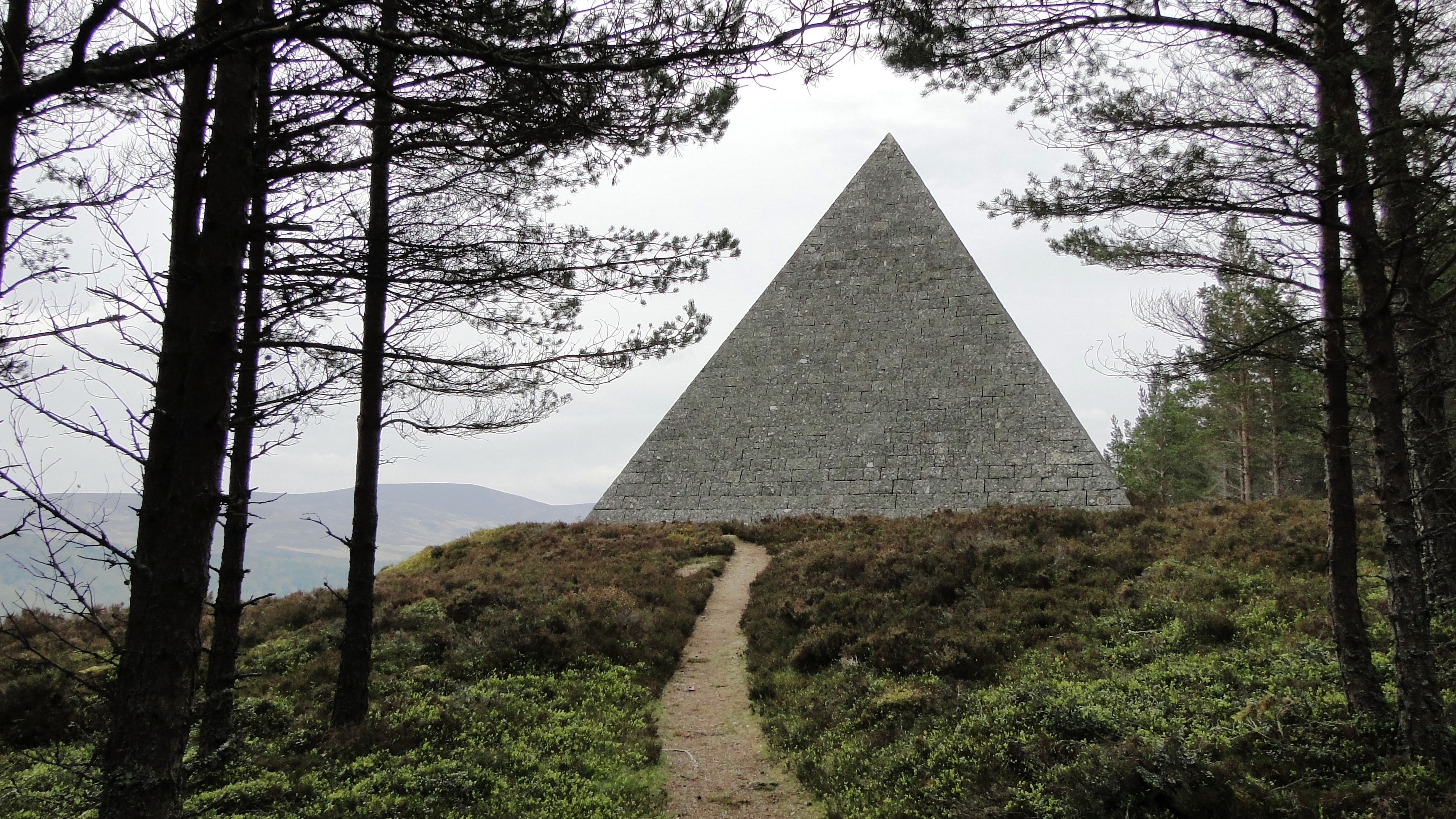
Pirámide construida por la reina Victoria tras la muerte del príncipe Alberto en su honor.

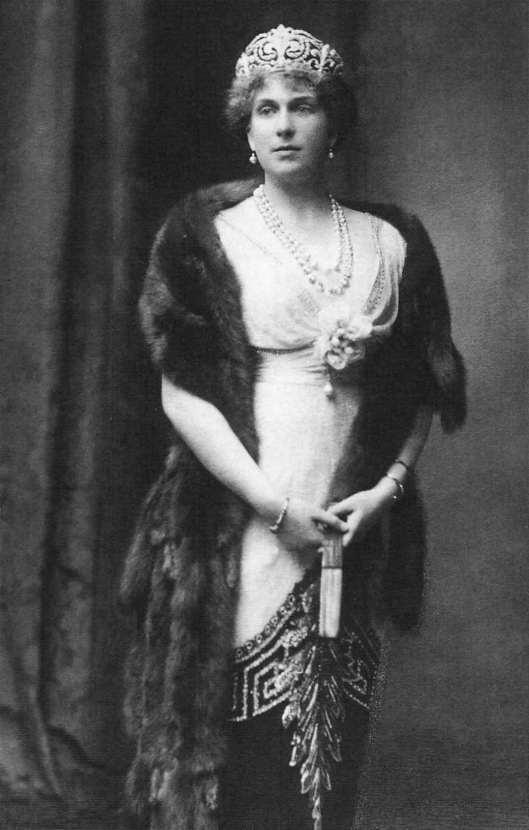
Balmoral fue el lugar de nacimiento de Victoria Eugenia, futura reina consorte de España tras su matrimonio con Alfonso XIII en 1906.

Incluso antes de la conclusión de la nueva casa, la pareja real se instaló rápidamente en las Tierras Altas. Victoria solía dar largos paseos de hasta cuatro horas diarias, mientras que Alberto pasaba los días cazando ciervos y jugando. En 1849 Charles Greville describe su vida en Balmoral más parecida a la de unos aristócratas que a la realeza. Victoria comenzó a contratar a artistas para plasmar Balmoral, incluyendo a pintores como Charles y Edwin Landseer y Carl Haag.
En 1850 se instalaron nuevas plantaciones cerca de la vivienda que albergaban exóticas coníferas. El príncipe Alberto participó activamente en estas mejoras, vigilando el diseño de los parterres, la construcción de un nuevo puente sobre el río y el diseño de granjas. Tras la muerte de Alberto en 1861, Victoria construyó varios monumentos en su honor en la finca, incluyendo un hito de piedras en forma de pirámide un año después de su fallecimiento; además de una gran escultura de Alberto con un perro y un arma realizada por William Theed que fue inaugurada el 15 de octubre de 1867, el 28 aniversario de su compromiso. Victoria amplió el tiempo que pasaba en Balmoral tras la muerte de su esposo, viviendo hasta cuatro meses al año a comienzos de verano y en otoño, que pasaba en compañía de su ayudante de cámara John Brown de Crathie, quien se convirtió en su compañía más cercana durante su largo luto.
El castillo de Balmoral fue el lugar de nacimiento de Victoria Eugenia de Battenberg el 24 de octubre de 1887, hija de la princesa Beatriz, quinta hija de Victoria y Alberto. Victoria Eugenia se convirtió en reina consorte de España tras su matrimonio con el rey Alfonso XIII en 1906.
En septiembre de 1896, Victoria recibió en Balmoral al emperador Nicolás II de Rusia y a su nieta la emperatriz Alejandra. Cuatro años más tarde visitó por última vez el castillo, tres meses antes de su muerte el 22 de enero de 1901.

### Actualidad
La familia real continuó visitando Balmoral durante el otoño. Jorge V realizó varias remodelaciones durante las décadas de 1910 y 1920, incluyendo unos jardines al sur del castillo. Durante la Segunda Guerra Mundial, las visitas al castillo cesaron, de hecho, debido al conflicto con Alemania, Danzig Shiel, un pabellón construido por Victoria en Ballochbuie, fue renombrado como Garbh Allt Shiel y la Fuente del rey de Prusia fue eliminada. En 1950 el príncipe consorte Felipe de Edimburgo añadió límites con especies arbustéas y nuevas fuentes. En 1980 se construyeron nuevos edificios cercanos al castillo para el servicio.
Rompiendo la tradición, el castillo de Balmoral, en vez de alguna de las residencias de la monarquía cercanas a Londres, fue el lugar escogido para la cita de la nueva primera ministra Liz Truss con la reina Isabel II del Reino Unido el 6 de septiembre de 2022 debido a los problemas de movilidad de la monarca, quien falleció en el castillo tan solo dos días después, el 8 de septiembre de 2022. La reina había permanecido en el castillo desde julio y había recibido cuidados médicos en los días previos a su fallecimiento.

## Finca

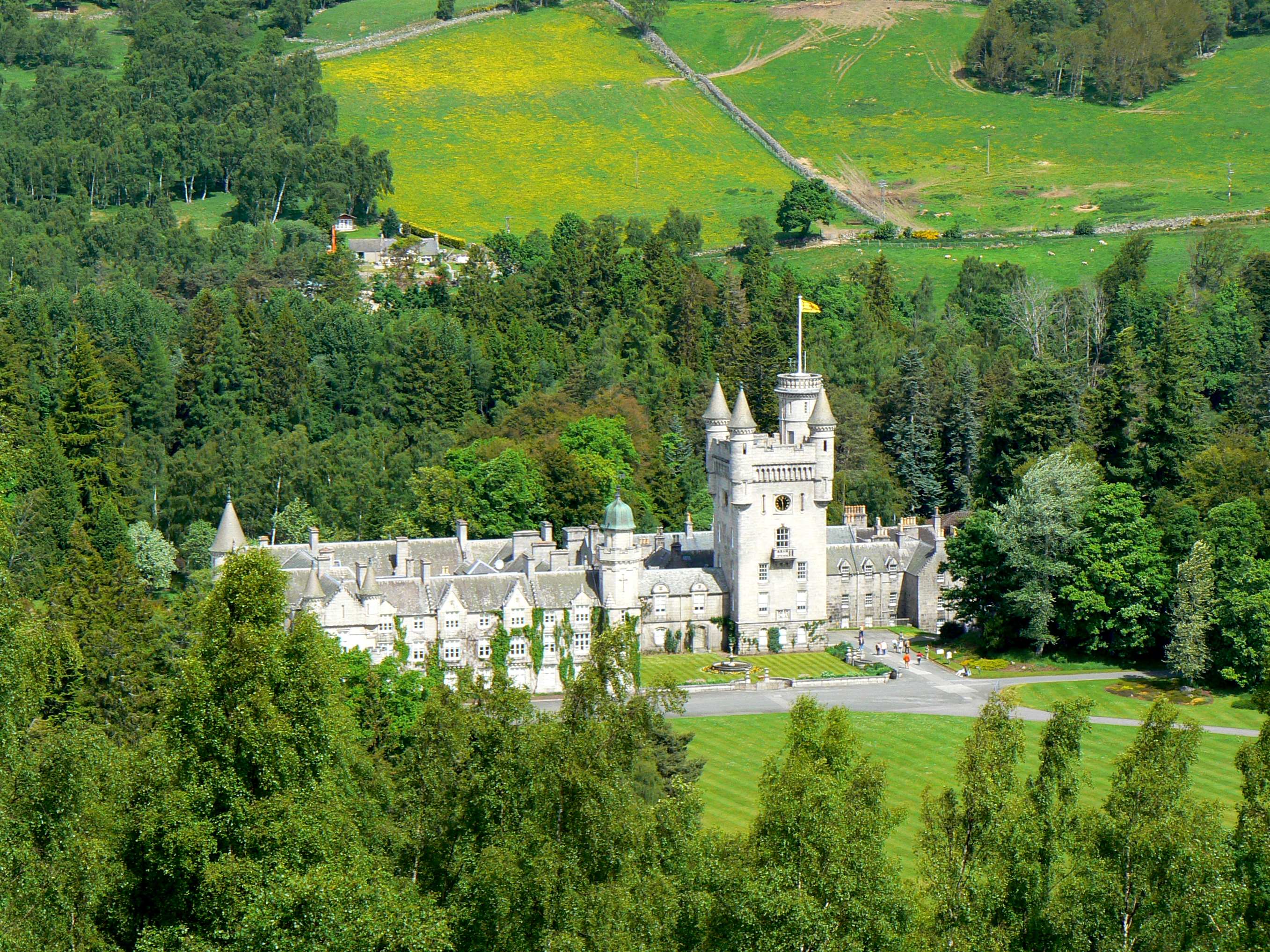
Castillo de Balmoral y bosques circundantes.

La residencia está actualmente activa, y ocupa una superficie total de 20 000 hectáreas de terreno de las cuales 18.659 están repartidas en los territorios de Balmoral, Birkhall y Glen Doll, 2940 en Corgarff y 4688 hectáreas corresponden a derechos utilizados para dotaciones e instituciones en los alrededores. De la propiedad, 300 hectáreas están conformadas por bosques y 222 son cultivadas y explotadas para la cría de más de 100 bovinos serranos, una raza de ganado autóctona y típica de este lugar. También es el lugar de trabajo de muchos lugareños: 50 personas trabajan a tiempo completo, mientras que 50-100 personas son contratadas a tiempo parcial para mantener el sector agrícola de la finca en particular, y con motivo de la visita anual de la reina al castillo.
1000 hectáreas están compuestas por el bosque de Ballochbuie, una de las áreas verdes más importantes de la zona que fue comprada en 1878 por la reina Victoria para salvarla de la destrucción, lo que permitió conservar y extender al medioambiente con los últimos ejemplos de Bosque Caledonio. Para la protección de este tipo de masa forestal autóctona, en 1979 el príncipe consorte Felipe de Edimburgo dirigió personalmente algunas operaciones que permitieron expandir el bosque desde las 20 hectáreas originales hasta las 300 hectáreas en 1992, y aún hoy en extensión. Esta área todavía es monitoreada por el Instituto de Ecología Terrestre (ITE).
El castillo es también el principal atractivo turístico y motor económico de la zona, con unos 85 000 visitantes cada año que se reparten en la visita a la residencia y los jardines de detrás. También para el turismo, en 1974 se inauguró un área protegida alrededor de Loch Muick y Lochnagar como reserva natural, para presentar a los visitantes la belleza natural de la región. También hay numerosas excursiones de montaña posibles en los alrededores.
La residencia en su conjunto se ha vuelto esencial para la protección de la fauna local: un censo de 1998 registró la presencia de 3300 ciervos rojos. En 1999 se contabilizaron sólo 1650, lo que requirió un programa de actividades de cuidado para la repoblación de la zona.